# Stephanocereus
Stephanocereus A.Berger – rodzaj sukulentów z rodziny kaktusowatych (Cactaceae). Rodzaj, blisko spokrewniony z rodzajem Arrojadoa,  liczy 2 gatunki występujące w Brazylii (Bahia).

## Systematyka
Pozycja systematyczna według APweb (aktualizowany system APG III z 2009)
Należy do rodziny kaktusowatych (Cactaceae) Juss., która jest jednym z kladów w obrębie rzędu goździkowców (Caryophyllales)  i klasy roślin okrytonasiennych. W obrębie kaktusowatych należy do plemienia Cacteae, podrodziny Cacteoideae.
Pozycja w systemie Reveala (1993-1999)
Gromada okrytonasienne (Magnoliophyta Cronquist), podgromada Magnoliophytina Frohne & U. Jensen ex Reveal, klasa Rosopsida Batsch, podklasa goździkowe (Caryophyllidae Takht.), nadrząd  Caryophyllanae Takht.,  rząd goździkowce (Caryophyllales Perleb), podrząd Cactineae Bessey in C.K. Adams, rodzina kaktusowate (Cactaceae Juss.), rodzaj Stephanocereus A.Berger.
Gatunki
- Stephanocereus leucostele A.Berger
- Stephanocereus luetzelburgii (Vaupel) N.P. Taylor & Eggli